# Tereșivți, Hmelnîțkîi
Tereșivți (în ucraineană Терешівці) este localitatea de reședință a comunei Tereșivți din raionul Hmelnîțkîi, regiunea Hmelnîțkîi, Ucraina.

## Demografie
Componența lingvistică a localității Tereșivți
     Ucraineană (98,16%)
     Rusă (1,56%)
     Alte limbi (0,14%)
Conform recensământului din 2001, majoritatea populației localității Tereșivți era vorbitoare de ucraineană (98,16%), existând în minoritate și vorbitori de rusă (1,56%).